# Andorra ai XXIII Giochi olimpici invernali
Andorra ha partecipato ai XXIII Giochi olimpici invernali, che si sono svolti dal 9 al 28 febbraio 2018 a Pyeongchang in Corea del Sud, con una delegazione composta da 5 atleti. Portabandiera della squadra nel corso della cerimonia di apertura è stato il fondista Irineu Esteve.

## Sci alpino
Andorra ha schierato nello sci alpino tre atleti, una donna e due uomini

### Donne
| Gara            | Atleta           | Tempo     | Tempo     | Tempo   | Posizione |
| Gara            | Atleta           | 1ª manche | 2ª manche | Totale  | Posizione |
| --------------- | ---------------- | --------- | --------- | ------- | --------- |
| Slalom speciale | Mireia Gutiérrez | 53"22     | 52"84     | 1'46"06 | 30ª       |

### Uomini
| Gara           | Atleta        | Tempo              | Tempo              | Tempo              | Posizione |     |
| Gara           | Atleta        | 1ª manche          | 2ª manche          | Totale             | Posizione |     |
| -------------- | ------------- | ------------------ | ------------------ | ------------------ | --------- | --- |
| Slalom gigante | Joan Verdú    | 1'12"06            | DNF                | DNF                | DNF       | DNF |
| Combinata      | Marc Oliveras | 1'21"67            | 52"97              | 2'14"64            | 29º       |     |
| Combinata      | Joan Verdú    | 1'23"01            | 49"53              | 2'12"54            | 27º       |     |
| Gara           | Atleta        | Tempo unica manche | Tempo unica manche | Tempo unica manche | Posizione |     |
| Supergigante   | Marc Oliveras | 1'27"84            | 1'27"84            | 1'27"84            | 33º       |     |
| Supergigante   | Joan Verdú    | 1'26"86            | 1'26"86            | 1'26"86            | 28º       |     |
| Discesa libera | Marc Oliveras | DNF                | DNF                | DNF                | DNF       |     |
| Discesa libera | Joan Verdú    | 1'44"65            | 1'44"65            | 1'44"65            | 37º       |     |

## Sci di fondo
Andorra ha schierato nello sci di fondo un solo atleta, un uomo.

### Uomini
| Gara                   | Atleta        | Tempo     | Tempo     | Tempo     | Distacco  | Distacco | Distacco | Posizione | Posizione |     |
| ---------------------- | ------------- | --------- | --------- | --------- | --------- | -------- | -------- | --------- | --------- | --- |
| Skiathlon              | Irineu Esteve | 1h21'47"7 | 1h21'47"7 | 1h21'47"7 | 1h21'47"7 | +5'27"7  | 46º      | 46º       | 46º       | 46º |
| 15 km tecnica libera   | Irineu Esteve | 35'40″7   | 35'40″7   | 35'40″7   | 35'40″7   | +1'56"8  | 27º      | 27º       | 27º       | 27º |
| 50 km tecnica classica | Irineu Esteve | 2h19'08"3 | 2h19'08"3 | 2h19'08"3 | 2h19'08"3 | +10'46"2 | 34º      | 34º       | 34º       | 34º |

## Snowboard
L'Andorra ha qualificato nello snowboard un atleta.

### Cross
| Gara                     | Atleta              | Qualificazioni | Qualificazioni | Ottavo di finale | Quarto di finale | Semifinale      | Finale          |
| Gara                     | Atleta              | Tempo          | Posizione      | Ottavo di finale | Quarto di finale | Semifinale      | Finale          |
| ------------------------ | ------------------- | -------------- | -------------- | ---------------- | ---------------- | --------------- | --------------- |
| Snowboard cross maschile | Lluís Marin Tarroch | 1'15"37        | 30º Q          | 5º               | non qualificato  | non qualificato | non qualificato |